# Gmina Rutki
Die Gmina Rutki ist eine Landgemeinde im Powiat Zambrowski der Woiwodschaft Podlachien in Polen. Ihr Sitz ist das Dorf Rutki-Kossaki mit etwa 1300 Einwohnern.

## Gliederung
Zur Landgemeinde Rutki gehören 41 Ortschaften mit einem Schulzenamt:
Czochanie-Góra
Dębniki
Dobrochy
Duchny-Wieluny
Górskie Ponikły-Stok
Grądy-Woniecko
Gronostaje-Puszcza
Jawory-Klepacze
Kalinówka-Basie
Kalinówka-Bystry
Kalinówka-Wielobory
Kałęczyn-Walochy
Kołomyja
Kołomyjka
Kossaki-Falki
Kossaki Nadbielne
Kossaki-Ostatki
Mężenin
Mieczki
Modzele-Górki
Nowe Zalesie
Nowe Zambrzyce
Olszewo-Przyborowo
Ożarki-Olszanka
Ożary Wielkie
Pęsy-Lipno
Pruszki Wielkie
Rutki-Kossaki
Stare Zalesie
Stare Zambrzyce
Szlasy-Lipno
Szlasy-Łopienite
Szlasy-Mieszki
Śliwowo-Łopienite
Świątki-Wiercice
Walochy-Mońki
Wybrany
Zambrzyce-Jankowo
Zambrzyce-Kapusty
Zambrzyce-Króle
Zambrzyce-Plewki
Weitere Orte der Gemeinde sind Jaworki, Konopki Leśne, Rutki-Jatki, Rutki-Nowiny und Rutki-Tartak Nowy.